# Mugnoor, Kushtagi
Mugnoor là một làng thuộc tehsil Kushtagi, huyện Koppal, bang Karnataka, Ấn Độ.